# The Adopted Brother
The Adopted Brother é um filme mudo norte-americano de 1913 em curta-metragem, do gênero drama, dirigido por Christy Cabanne e não confirmado D. W. Griffith. Cópia do filme encontra-se conservada no Museu de Arte Moderna dos Estados Unidos.